# Ba Lan năm 2024
Dưới đây là sự kiện trong năm tại Ba Lan 2024.

## Đương nhiệm
| Ảnh | Vị trí     | Tên          |
| --- | ---------- | ------------ |
|     | Tổng thống | Andrzej Duda |
|     | Thủ tướng  | Donald Tusk  |